# Oxos-Tempel
Koordinaten: 37° 3′ 13″ N, 68° 16′ 54″ O
Der Oxos-Tempel ist ein Tempel zu Ehren des Flussgottes Oxos und Teil der Fundstätte Tacht-i Sangin. Der Tempel liegt unmittelbar am rechten Hochufer des Flusses Amudarja im heutigen Tadschikistan. Der Amudarja bildet an dieser Stelle die Grenze zu Afghanistan. Der Tempel wurde kurz nach der Eroberung Baktriens durch Alexander den Großen gegründet. Er gilt als einziger Kultbau Baktriens bis in die Kuschanzeit. Der Tempel wurde mehrfach zerstört und wieder aufgebaut.
Zwischen 1976 und 1991 wurde der Oxos-Tempel unter der Leitung von Igor Pitschikjan ausgegraben. Der Oxus-Schatz hat wohl keinen direkten Bezug zum Tempel.